# L-ガラクトノラクトンオキシダーゼ
L-ガラクトノラクトンオキシダーゼ（L-galactonolactone oxidase）は、アスコルビン酸とアルダル酸代謝酵素の一つで、次の化学反応を触媒する酸化還元酵素である。
L-ガラクトノ-1,4-ラクトン + O2 {\displaystyle \rightleftharpoons } L-アスコルビン酸 + H2O2
反応式の通り、この酵素の基質はL-ガラクトノ-1,4-ラクトンとO2、生成物はL-アスコルビン酸とH2O2である。補因子としてFADを用いる。
組織名はL-galactono-1,4-lactone:oxygen 3-oxidoreductaseで、別名にL-galactono-1,4-lactone oxidaseがある。